# سان ميجيل دي ساليناس
[http:https://geohack.toolforge.org/geohack.php?language=ar&pagename=%D8%B3%D8%A7%D9%86_%D9%85%D9%8A%D8%AC%D9%8A%D9%84_%D8%AF%D9%8A_%D8%B3%D8%A7%D9%84%D9%8A%D9%86%D8%A7%D8%B3&params=37_59_N_0_47_W_{{{7}}} 37° 59′ Nا - 0° 47′ Wا]

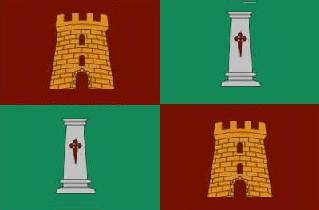
علم البلدية

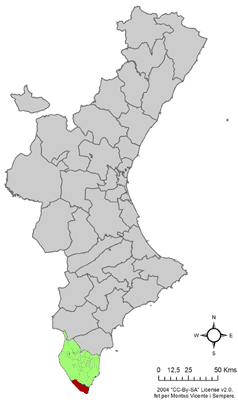
موقع البلدية

بلدية سان ميجيل دي ساليناس (بالإسبانية: San Miguel de Salinas)‏, هي بلدية تقع في مقاطعة اليكانتي. جنوب شرق إسبانيا. يبلغ عدد سكانها 7.104 نسمة.

## وصلات خارجية
- (بالإسبانية)